# Norantea brachystachya
Norantea brachystachya är en tvåhjärtbladig växtart som först beskrevs av Henry Hurd Rusby, och fick sitt nu gällande namn av De Roon. Norantea brachystachya ingår i släktet Norantea och familjen Marcgraviaceae. Inga underarter finns listade i Catalogue of Life.